# Smombie

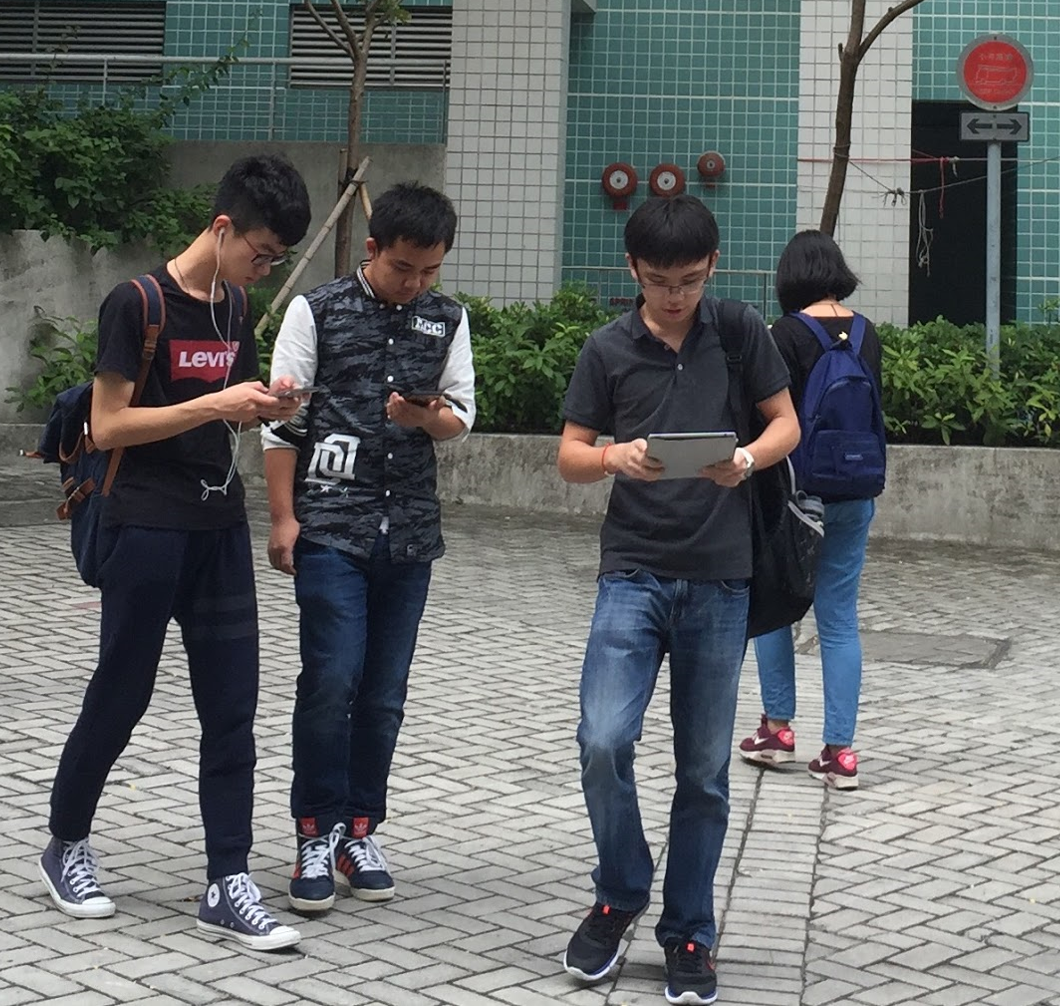
Jovens smombies em Hong Kong em 2015. Eles não conseguem tirar os olhos das telas de seus smartphones e tablets.

Um smombie é um neologismo, que indica um pedestre que mantém incessantemente seus olhos direcionados à tela de seus dispositivos móveis, como celulares, a ponto de negligenciar o que está ao seu redor e não prestar a devida atenção a sua própria segurança e à dos outros. O termo smombie é uma junção formada de smartphone e zombie .

## Etimologia
Esse neologismo surgiu no âmbito da iniciativa intitulada " palavra jovem do ano " organizada na Alemanha desde 2008, que o selecionou em 2015. É possível que esta palavra tenha sido usada por jovens antes de 2015 ou tenha surgido durante essa seleção.

## Riscos e prevenção

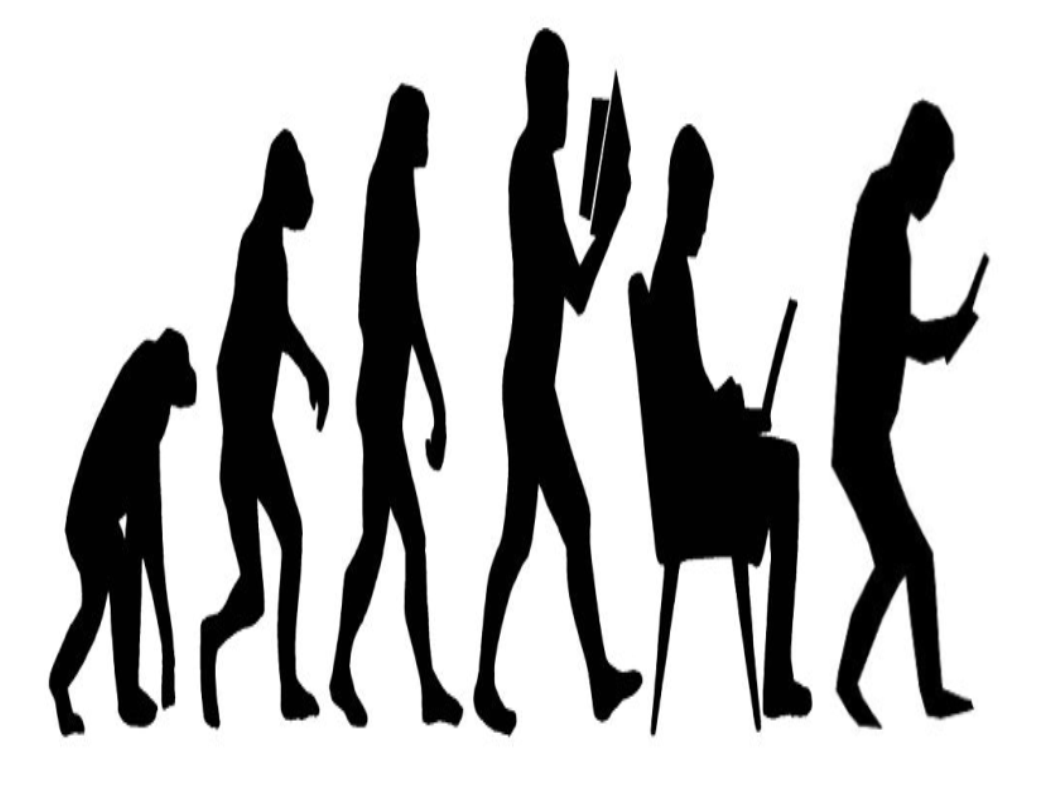
Paródia da Marcha do Progresso : de macaco a smombie

De acordo com um estudo de 2014 da Dekra, em seis capitais europeias, 17 % dos pedestres nas grandes cidades teriam um comportamento de risco com o smartphone : as principais causas de distração são mensagens de texto ao atravessar a rua (8 % de pedestres), telefonemas (2,6 % de pedestres) ou ambos (1,4 % pedestres). A diminuição da vigilância dos smombies seria a causa de acidentes rodoviários fatais.

### Japão

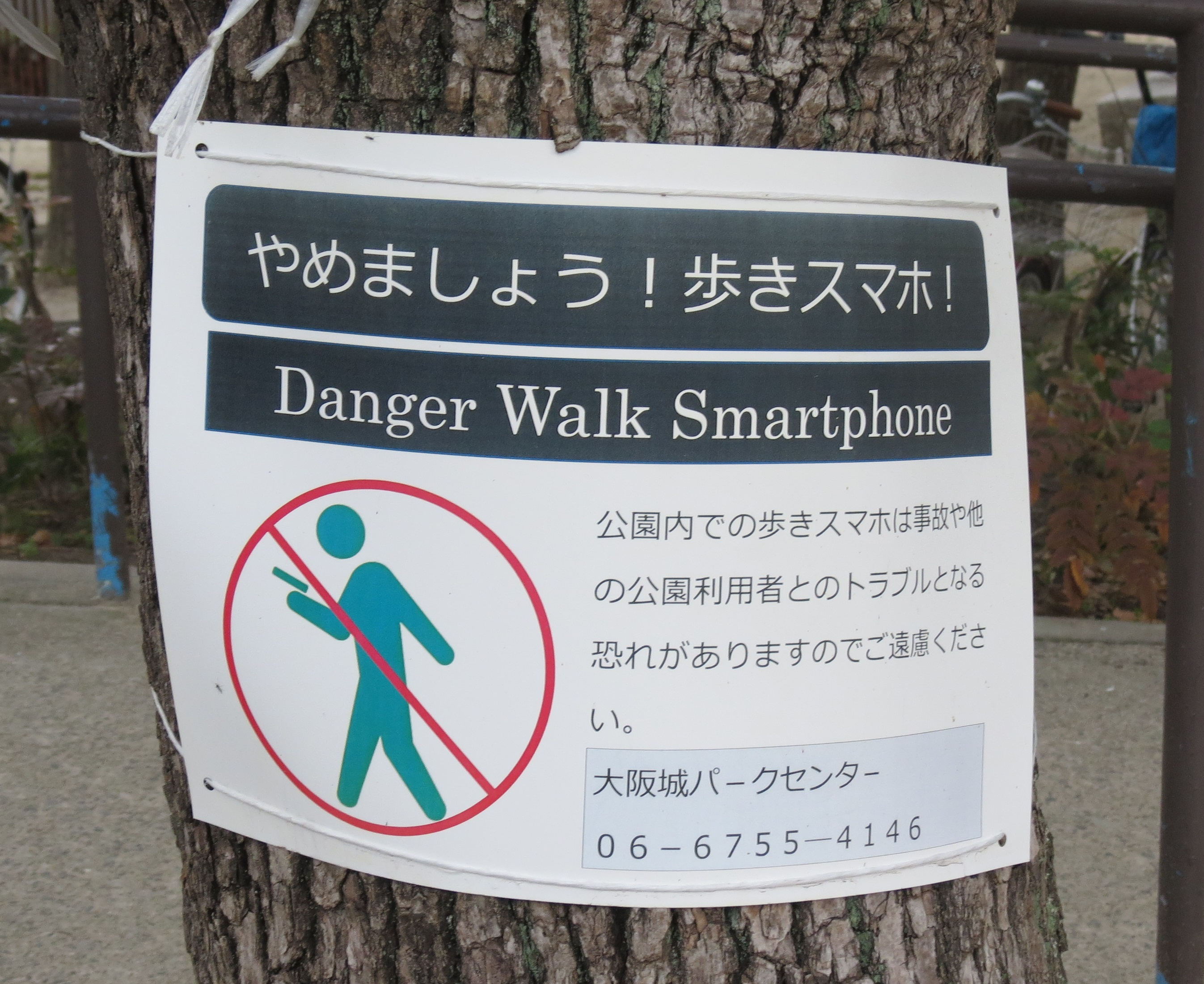
Uma mensagem de aviso em Osaka

Em Yamato, um estudo realizado em 2020 revelou que 12 % de pedestres entrevistados usavam o smartphone enquanto caminhavam. Considerando que isso é perigoso, a cidade proibiu esse uso desde junho de 2020.